# Gaïa, le rendez-vous du développement durable
Gaïa, le rendez-vous du développement durable était une émission de télévision française consacrée à l'environnement durable diffusée du 9 septembre 1996 au 11 décembre 2004 sur La Cinquième, puis France 5.

## L'émission
Sous la forme d'un documentaire, cette émission traite les thèmes sur l'environnement et le développement durable à travers le monde.

## L'utilisation en classe
Cette émission était librement utilisable en classe par le CNDP. Les professeurs et les enseignants pouvaient éventuellement l'enregistrer lors de sa diffusion pour visionner avec leurs élèves les sujets de l'émission.